# Andrea Bouma
Andrea Bouma (Sassenheim, 6 de noviembre de 1999) es una deportista neerlandesa que compite en atletismo, en la modalidad de carrera de velocidad.  Se especializa en la distancia de 400 metros. Formó parte del equipo que ganó una medalla de oro en el relevo 4 × 400 metros en el Campeonato Europeo de Atletismo de 2022.

## Trayectoria
Bouma compitió internacionalmente por primera vez en 2016, en el Campeonato Mundial Sub-20 de Bydgoszcz, en los 200 metros. Allí, alcanzó las semifinales con un tiempo de 24,19 segundos. En semifinales, no llegó a la final con el mismo tiempo. En el Campeonato Neerlandés de 2020, Bouma ganó la medalla de oro en los 400 metros con un tiempo de 53,87 segundos.

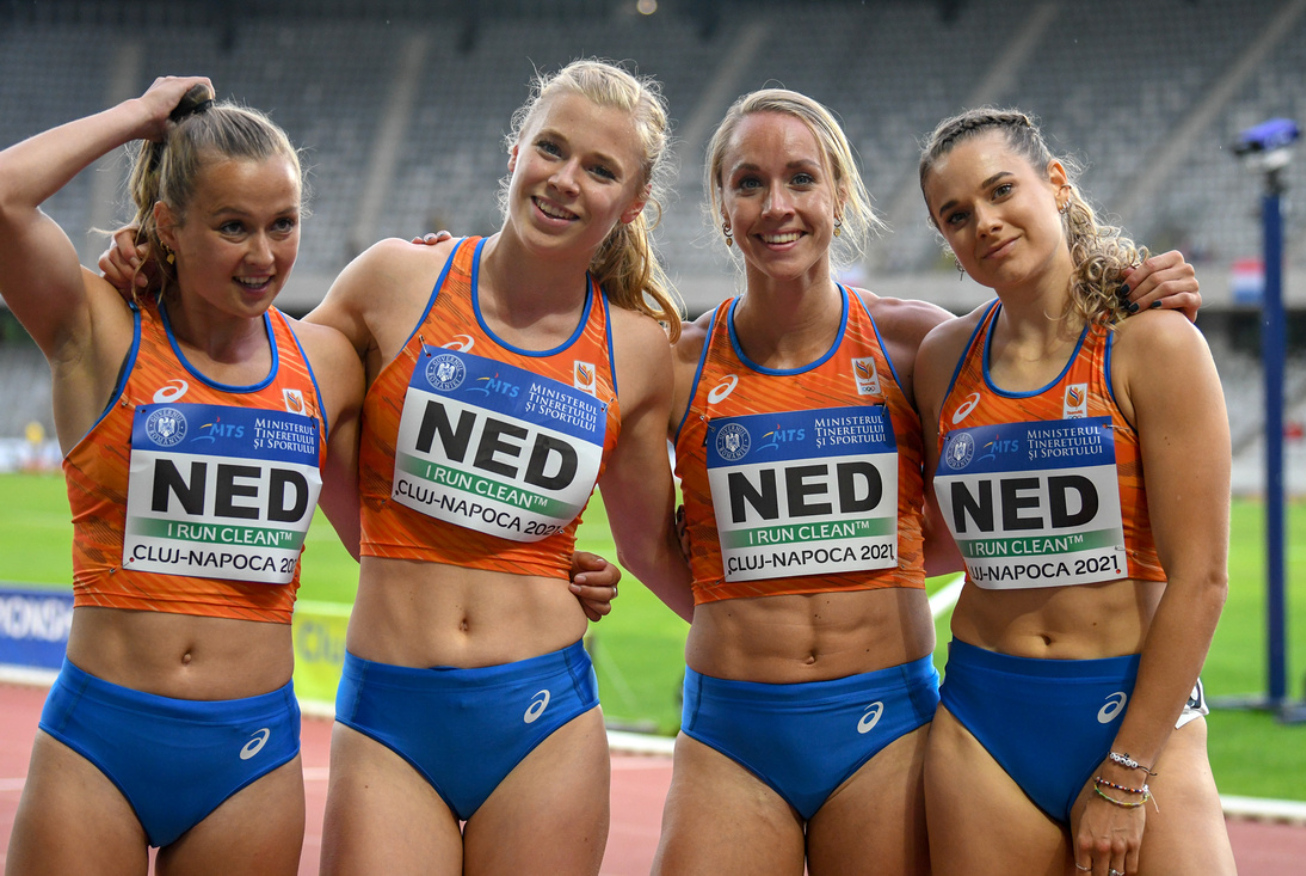
El equipo neerlandés femenino de relevos 4 × 400 metros en Cluj-Napoca en 2021. De izquierda a derecha: Anne van de Wiel, Bouma, Eva Hovenkamp y Laura de Witte.

Bouma fue enviada a los Juegos Olímpicos de Tokio 2020, que se pospusieron a 2021. En el relevo 4 × 400 metros, fue reserva y vio a sus compatriotas terminar en sexto lugar.
En 2022, Bouma participó en el Campeonato Mundial en Pista Cubierta de Belgrado. Allí, participó en el relevo 4 × 400 metros junto a Lieke Klaver, Eveline Saalberg, Lisanne de Witte y Femke Bol, donde lograron ganar una medalla de plata con un tiempo de 3:28.57 min. En junio del mismo año, también ganó una medalla de plata individual en el Campeonato Neerlandés de Apeldoorn con un tiempo de 53.61 segundos. Un mes después, Bouma también compitió en el Campeonato Mundial de 2022 en Eugene. Junto con Zoë Sedney, Naomi Sedney y Minke Bisschops, no logró avanzar a la final del relevo 4 × 100 metros. En agosto de 2022, compitió en el Campeonato Europeo de Múnich, donde ganó las series de relevo 4 x 400 metros junto con las hermanas Lisanne y Laura de Witte, y Lieke Klaver, asegurando un lugar en la final para el equipo neerlandés con un tiempo de 3:25.84 min. En esa final, Eveline Saalberg, Lieke Klaver, Lisanne de Witte y Femke Bol lograron la victoria general para los Países Bajos por primera vez en la historia del Campeonato Europeo con un tiempo récord nacional de 3:20.87 min.
En 2023 y 2024, Bouma sufrió varias lesiones, lo que le hizo perderse los Juegos Olímpicos de París 2024, entre otras cosas.

## Palmarés internacional
| Año  | Evento                               | Sitio     | Prueba     | Resultado        |
| ---- | ------------------------------------ | --------- | ---------- | ---------------- |
| 2016 | Campeonato Mundial Sub-20            | Bydgoszcz | 200 metros | Semifinal        |
| 2017 | Campeonato Europeo Sub-20            | Grosseto  | 200 metros | Semifinal        |
| 2017 | Campeonato Europeo Sub-20            | Grosseto  | 4 × 400 m  | 8.º              |
| 2022 | Campeonato Mundial en Pista Cubierta | Belgrado  | 4 × 400 m  | Medalla de plata |
| 2022 | Campeonato Mundial                   | Eugene    | 4 × 400 m  | Batería          |
| 2022 | Campeonato Europeo                   | Múnich    | 4 × 400 m  | Medalla de oro   |